# Atractodes nigerrimus
Atractodes nigerrimus är en stekelart som beskrevs av Holmgren 1883. Atractodes nigerrimus ingår i släktet Atractodes och familjen brokparasitsteklar. Arten är reproducerande i Sverige. Inga underarter finns listade.